# Sofia Rapp Johansson
Sofia Katharina Rapp Sundström, tidigare Rapp Johansson, född 8 juni 1980, är en svensk författare. Hon debuterade med den lyriska berättelsen Silverfisken 2007, för vilken hon fick motta Katapultpriset 2008. Boken var även nominerad till Borås tidnings debutantpris.

## Priser och utmärkelser
- 2008 – Katapultpriset för Silverfisken